# Christmas Wrapping
Christmas Wrapping è una canzone natalizia incisa nel 1981 dal gruppo musicale statunitense The Waitresses: inclusa originariamente come traccia della compilation A Christmas Record, fu pubblicata anche come singolo nel 1981 e nel 1983. Autore del brano è il chitarrista del gruppo Chris Butler, produttore anche del singolo, uscito su etichetta discografica ZE Records e Island Records.
Altri artisti hanno in seguito inciso una cover del brano.

## Descrizione

### Il brano: composizione, produzione e contenuto
(Christmas Wrapping (1981))
Ad ispirare il brano fu, come dichiarato dall'autore Chris Butler, fu l'atmosfera che lasciava trasparire la New York del film Il miracolo della 34ª strada.
Butler scrisse così un brano che parla di una ragazza che trascorre il Natale da sola a New York. Nel brano si fa poi riferimento a tradizioni culinarie natalizie tipiche degli Stati Uniti d'America.
Dopo essere stato incluso nella compilation A Christmas Record, il brano fu mandato in onda anche in varie radio statunitensi. Tuttavia, dato che nel testo non compaiono le parole del titolo, il brano risultò difficile da ricordare.
Paradossalmente, il brano divenne più popolare nel Regno Unito che negli Stati Uniti.

## Tracce
7" (Regno Unito, 1981)
1. The Waitresses – Christmas Wrapping (Chris Butler)
2. Charlélie Couture – Christmas Fever

7" e 12" (1983)
1. Christmas Wrapping – 3:55 (Chris Butler)
2. Hangover 1/1/83 – 4:30

## Formazione
- Patty Donahue e Tracy Wormworth (voce)[2][5][6]
- Chris Butler (chitarra)[5][6]
- Dave Buck (tromba)[5][6]
- Billy Ficca (batteria)[5][6]

## Classifiche
| Classifica (1982)     | Posizione massima |
| --------------------- | ----------------- |
| Regno Unito           | 45                |
| Stati Uniti d'America | 45                |

## Cover
Tra gli artisti che hanno inciso una cover del brano, figurano (in ordine alfabetico):
- Miranda Cosgrove (2008; per il film TV  Merry Christmas, Drake & Josh[8])
- The Donnas (2007)
- Cast di Glee (2012)
- Matagot (2015)
- Kylie Minogue feat. Iggy Pop (nell'album Kylie Christmas del 2015[9])
- The Saturdays (2014; nel film Get Santa[2])
- Spice Girls (1998; traccia del singolo Goodbye)
- Summer Camp (2010)
- Bella Thorne

### La cover di Miranda Cosgrove
La versione di Miranda Cosgrove, già inclusa - come detto - nella colonna sonora film TV Merry Christmas, Drake & Josh del 2008, fu pubblicata nello stesso anno anche come singolo su etichetta Columbia Records/Sony Music.

#### Tracce
CD
1. Christmas Wrapping – 4:41